# Régiment de Vigier
Pour les articles homonymes, voir Régiment de Vigier (homonymie).
Le régiment de Vigier est un régiment d'infanterie composé de mercenaires de la Confédération suisse, originaires du canton de Soleure, au service du royaume de France, créé en 1673 sous le nom de régiment de Gréder, devenu sous la Révolution le 69e régiment d'infanterie de ligne.

## Création et différentes dénominations
- 5 décembre 1673 : création du régiment de Gréder
- 1714 : Régiment d'Affry
- 1734 : Régiment de Wittmer
- 1757 : Régiment de Waldner
- 1783 : Régiment de Vigier
- 1er janvier 1791 : Renommé 69e régiment d’infanterie de ligne
- 26 août 1792 : Licencié

## Colonels et mestres de camp
- 5 décembre 1673 : Wolfgang Gréder
- 15 janvier 1691 : Louis Gréder
- 28 janvier 1703 : Balthazard Gréder
- 22 décembre 1714 : François d'Affry
- 3 octobre 1734 : Jean-Baptiste André Wittmer
- 13 novembre 1757 : Christian Frédéric Dagobert de Waldner de Freundstein
- 11 mars 1781 : François Robert Joseph Guillaume de Vigier de Steinburgg

## Historique

### Régiment de Gréder (1673-1714)

Régiment de Gréder
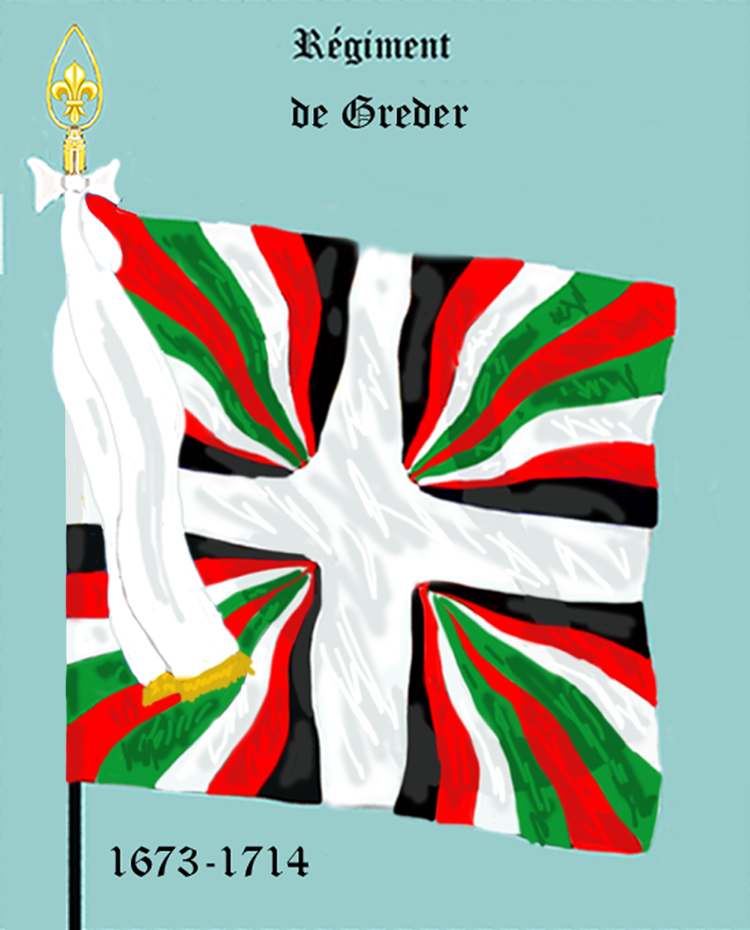
de 1674 à 1714

Le régiment de Gréder est créé par lettre de cachet du 5 décembre 1673 et la capitulation de levée est signée à Soleure le 18 du même mois. A l'origine, il est composé de 12 compagnies de 200 hommes du canton de Soleure. C'est le 5e des régiments suisses, créé au service du royaume de France.

#### Guerre de Hollande
Le régiment n'est engagé qu'en 1676, dans le cadre de la guerre de Hollande, au siège de Bouchain où, le 10 mai, il emporte avec les Fusiliers du roi les dehors de la place.
En 1677, il participe au siège de Valenciennes, et après la prise de la place, il est envoyé, le 1er avril, renforcer l'armée du duc d'Orléans, Philippe qui assiégeait Saint-Omer et participe à la bataille de Cassel, avant de revenir assiéger Saint-Omer.
En 1678, le régiment fait les sièges de Gand et d'Ypres, puis il contribue à l'investissement de Mons et se trouve à la bataille de Saint-Denis.

#### Guerre des Réunions
Lors de la guerre des Réunions, le régiment de Gréder fait partie de l'armée qui couvre les opérations du siège de Luxembourg.

#### Guerre de la Ligue d'Augsbourg
En 1689, engagé dans la guerre de la Ligue d'Augsbourg, le régiment sert sous les ordres du maréchal d'Humières. Au mois de mai cantonné à Fontaine-l'Evêque, en Flandre, un détachement de quarante-cinq hommes tombe dans une embuscade de 150 hommes et parvint à faire sa retraite en se retranchant de haie en haie. Le 27 août, le régiment assiste à la bataille de Walcourt.
Le 1er juillet 1690, il se trouve à la bataille de Fleurus durant laquelle vingt et un officiers sont blessés, et parmi eux le colonel Wolfgang Gréder, qui, grièvement blessé, cède le commandement du régiment à son fils Louis Gréder.
L'année suivante, le régiment fait le siège de Mons, où il avait son quartier à la Belle-Maison. Il assiste plus tard au combat de Leuze et passe l'hiver à Courtrai.
Il contribue, en 1692, à la prise de Namur, et se distingue particulièrement à la bataille de Steinkerque.
Le régiment de Gréder fait encore des prodiges de valeur, en 1693, à la bataille de Neerwinden où il combat à l'aile gauche. Le colonel y reçoit deux blessures et l'un de ses frères, le capitaine Jean Georges Ignace Gréder, est mortellement blessé. Le régiment termine cette campagne par le siège de Charleroi.
Il passe une partie de l'année 1694 dans cette place et participe, du 22au 25 août, à la fameuse marche de Vignamont (Vinalmont), près de Huy, au pont d'Espierre sur l'Escaut.
Il sert, en 1695, au bombardement de Bruxelles.
En 1697, il se trouve au siège d'Ath
En 1698, il fait partie du camp de Compiègne.

#### Guerre Succession d'Espagne
En 1701, dans le cadre de la guerre de Succession d'Espagne, le régiment de Gréder retourne dans les Pays-Bas, sous le commandement du maréchal de Bouffiers.
En 1702, il prend part au combat de Nimègue et l'année suivante à la bataille d'Ekeren où son colonel est blessé.
Mis en garnison à Termonde, il défend la ville en 1704.
En 1706, il se trouve à la bataille de Ramillies et rentre, après la défaite, dans Termonde.
En 1708, il combat à Audenarde et se retire à Gand.
En 1709, il assiste à la bataille de Malplaquet, et après la retraite de l'armée, il est jeté dans Aire, qu'il défend énergiquement en 1710, pendant cinquante-huit jours de tranchée ouverte. Sorti d'Aire le 12 novembre, il passe l'hiver à Saint-Omer .
En 1711, il prend part au siège d'Arleux.
En 1712, il participe aux reprises de Douai, du Quesnoy et de Bouchain.

### Régiment d'Affry (1714-1734)
En 1714, le baron François d'Affry, capitaine aux Gardes suisses, devint colonel du régiment.

Régiment d'Affry
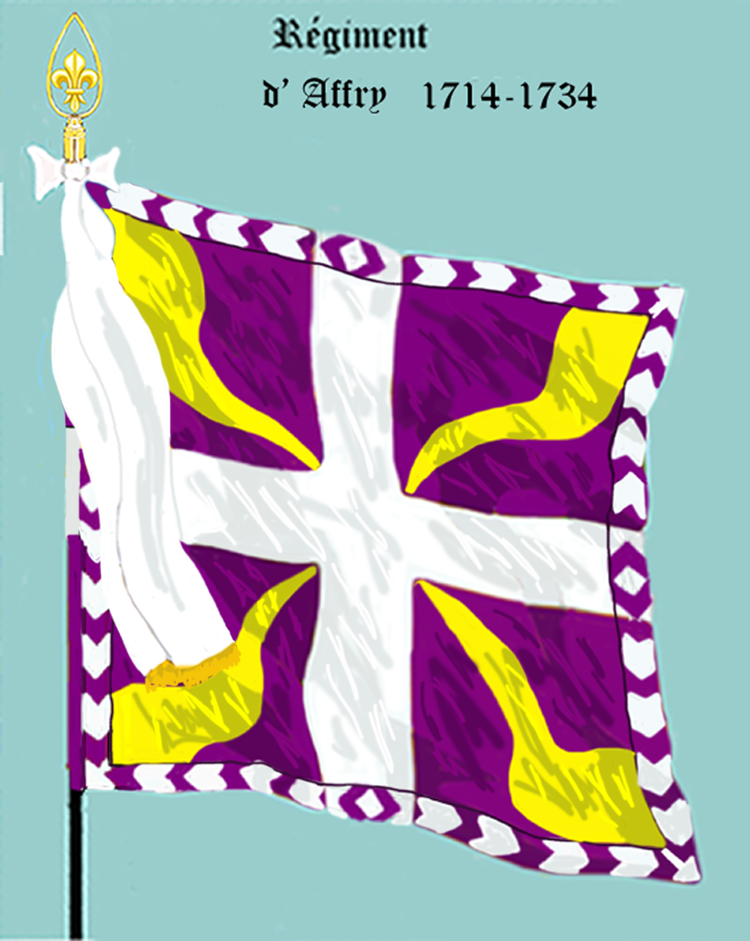
régiment d’Affry de 1714 à 1734
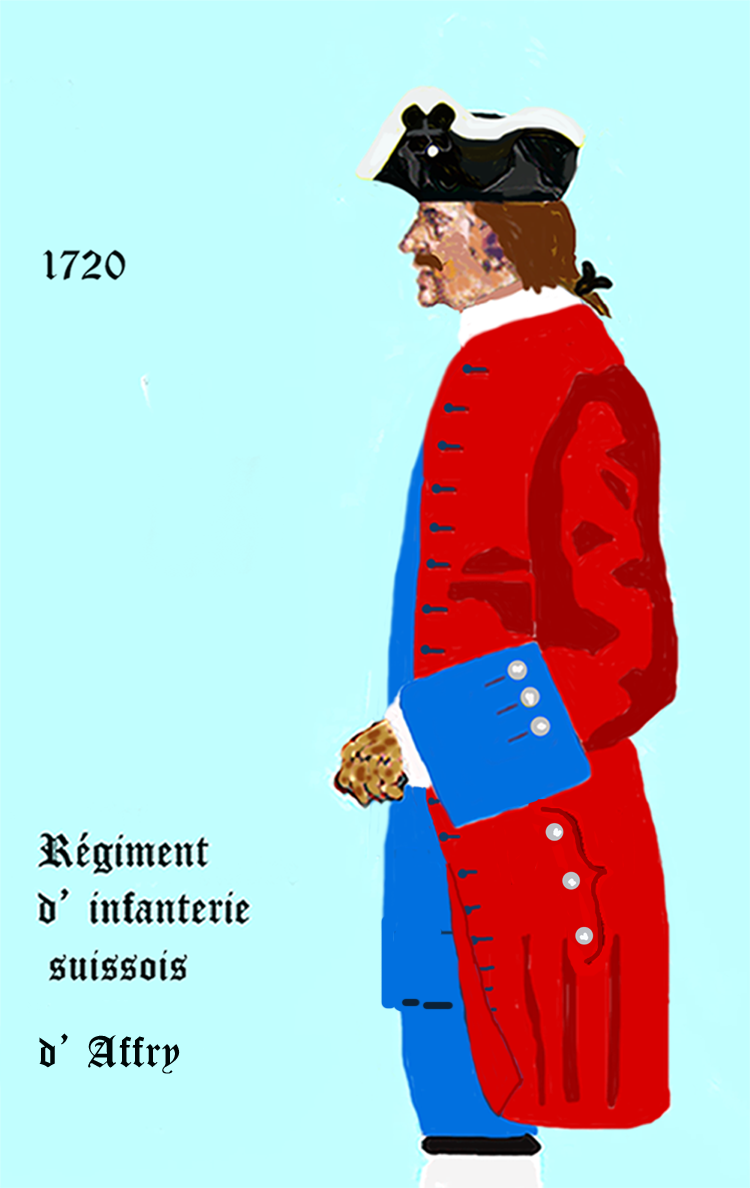
régiment d’Affry de 1720 à 1734

#### Guerre de succession de Pologne
En 1733, la France, déclara la guerre à l'Autriche; c'est le début de la guerre de succession de Pologne. Il se trouve alors, comme les autres régiments suisses sur la rive gauche du Rhin. Il contribue à l'investissement et à la prise du fort de Kehl, qui se rend après neuf jours de résistance.
En 1734, il se trouve à la prise de fort Hollande à Philisbourg puis, pendant le reste du siège, il est chargé de la garde des ponts et termine la campagne au camp de Spire. Cette même année, le baron François d'Affry, qui servait en qualité de lieutenant général en Italie est tué, le 1er août 1734, à la bataille de Guastalla.

### Régiment de Wittmer (1734-1757)

Régiment de Wittmer
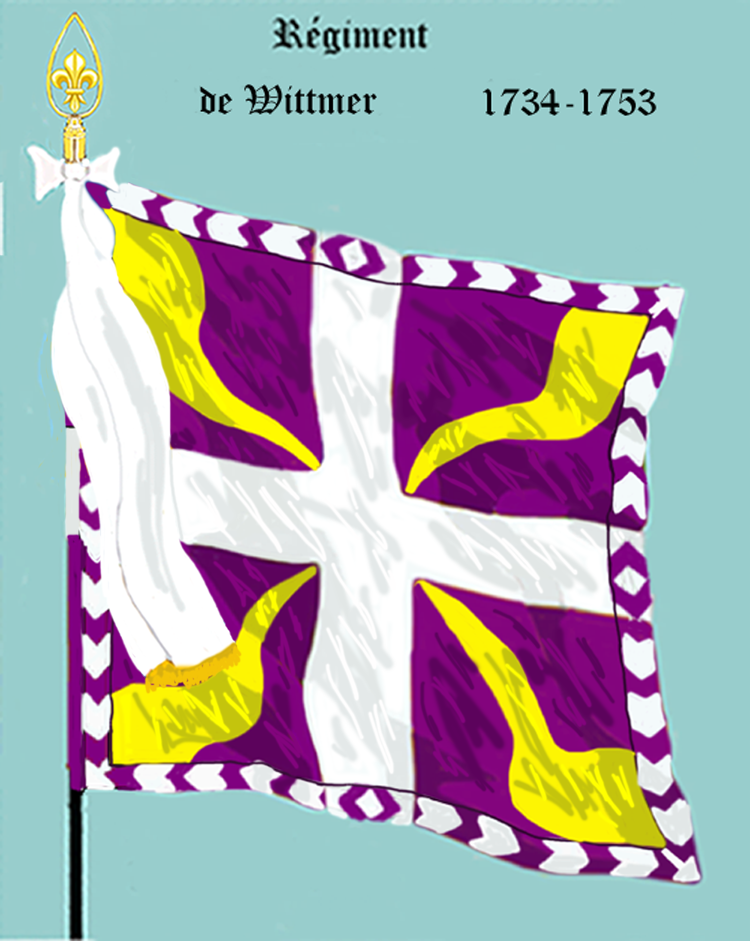
de 1734 à 1753
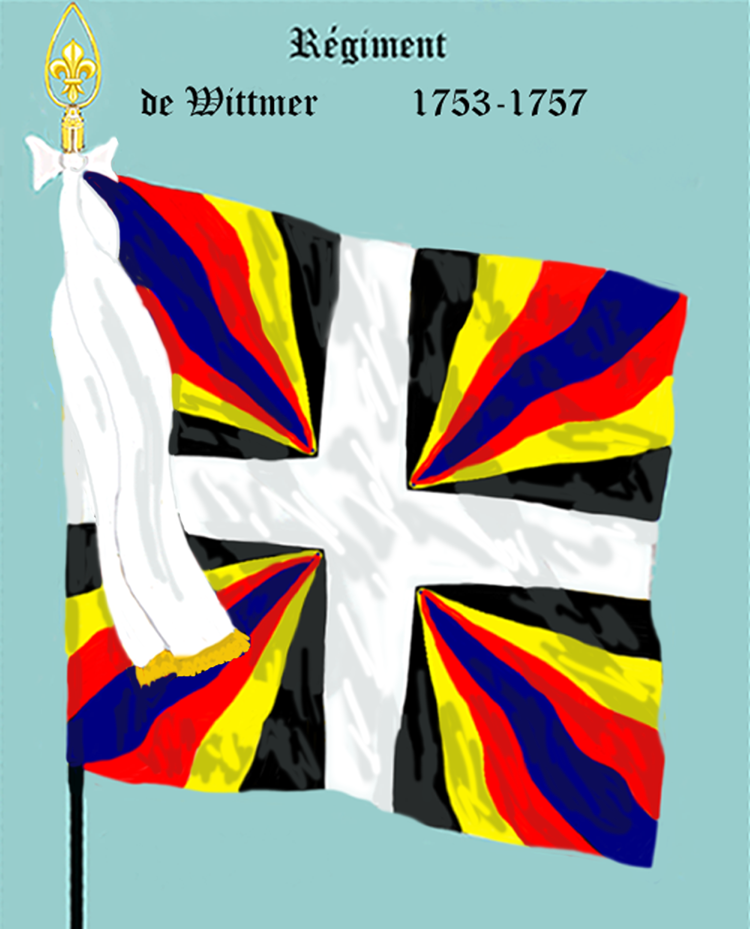
de 1753 à 1757
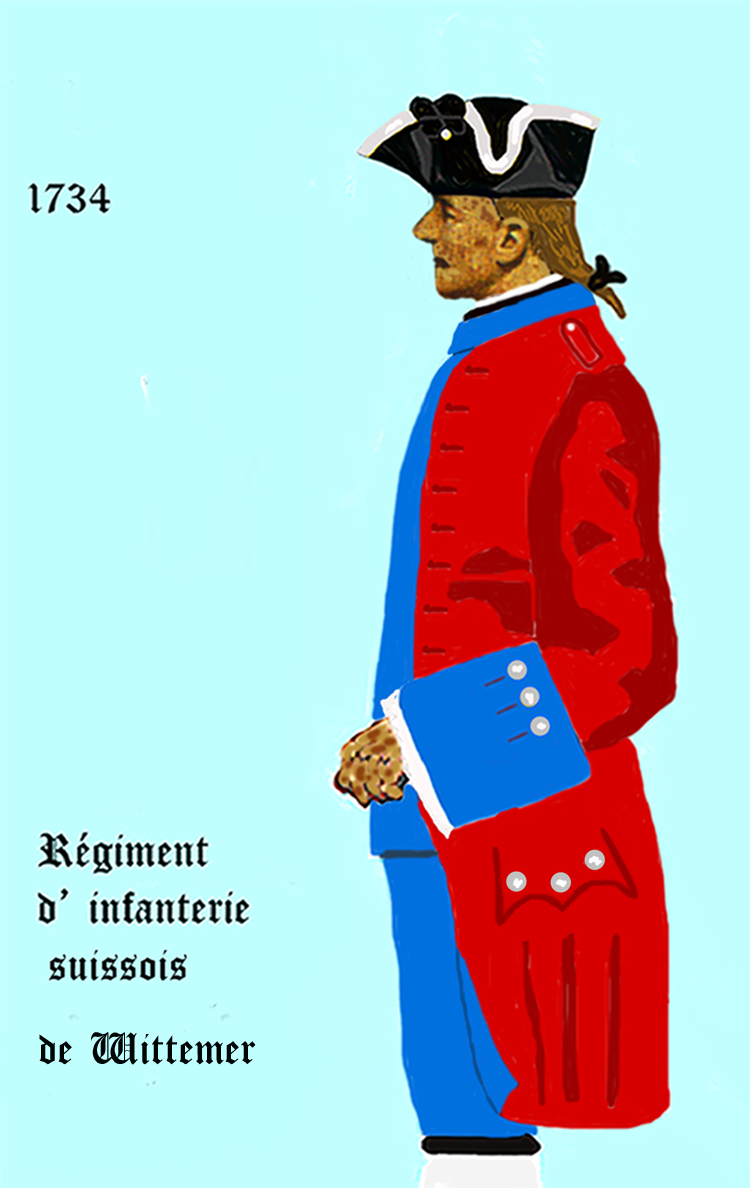
de 1734 à 1740
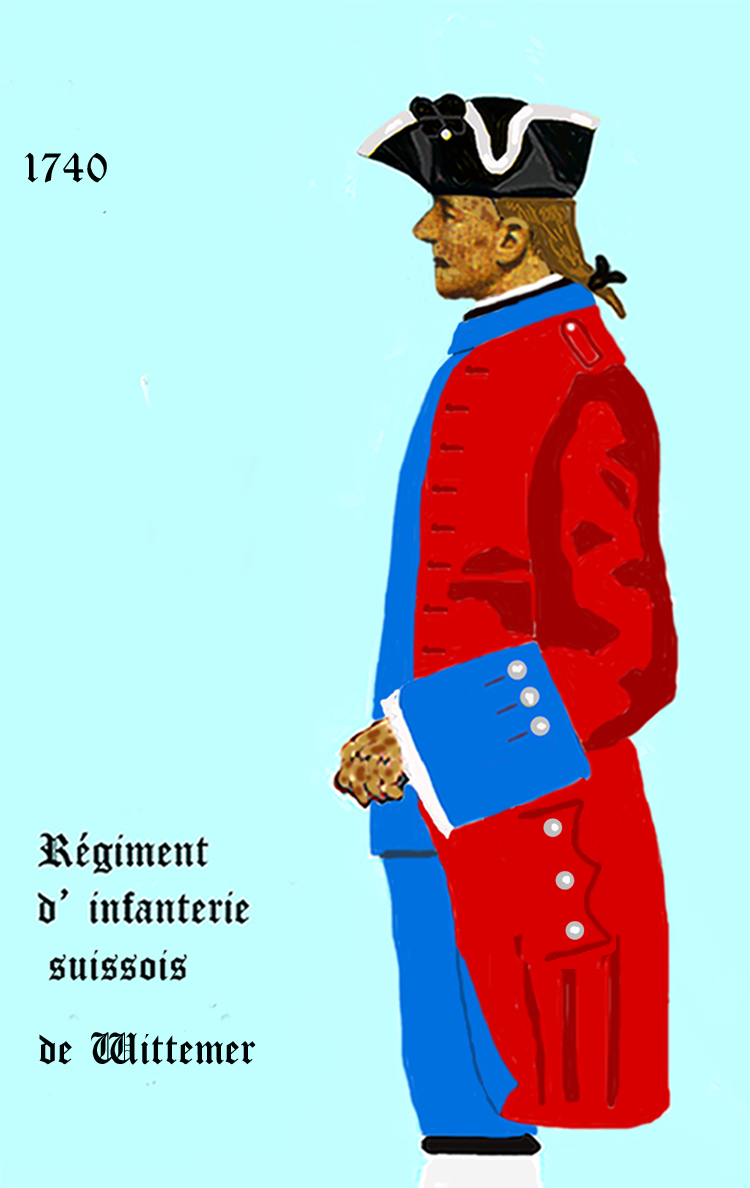
de 1740 à 1762

#### Guerre de succession de Pologne
Devenu « régiment de Wittmer » il passe la campagne de 1735 en garnison à Stenay, à l'exception des grenadiers qui, affectés à l'armée de la Moselle, participent à la bataille de Clausen.

#### Guerre de succession d'Autriche
Dix ans s'écoulèrent sans que le régiment prit part à aucune campagne.
Au début de la guerre de Succession d'Autriche, le régiment est en garnison à Lille et à Valenciennes.
En 1743, il occupe Condé et Cambrai, puis Le Quesnoy.
En 1744, il occupe Longwy et Montmédy, et, sur la fin de la campagne, il est envoyé au camp de Courtrai, commandé par le maréchal de Saxe.
En 1745, pendant que le 3e bataillon entre dans Maubeuge, les deux premiers se rendent au siège de Tournai, où ils sont chargés de l'investissement du côté du village d'Erre et de la chaussée de Douai. Pendant la bataille de Fontenoy, ces bataillons gardent le pont de bateaux sur l'Escaut. Après la prise de Tournai et de sa citadelle, ils se rendent devant Audenarde, puis devant Ostende et Nieuport. Après la soumission de ces trois places, ils rejoignent, le 17 septembre, la grande armée près d'Alost, et prennent leurs quartiers d'hiver à Tournai et à Ath.
En février 1746, pendant le siège de Bruxelles, le « régiment de Wittmer » occupe Anderlecht, et fait ensuite le siège de la citadelle d'Anvers, se distingue au combat des Cinq-Étoiles , puis il assiste, sans être engagé, à la bataille de Rocourt.
En 1747, le régiment est envoyé en Bretagne, et passe cette campagne dans les cantonnements de la côte entre Brest et Saint-Brieuc. A la fin de cette
année, il se rend à Toul.
En 1748, il est appelé au siège de Maastricht, où il est chargé d'une attaque sur la rive gauche de la Meuse, près du village de Scharn.

#### Guerre de Sept Ans
En 1757, il fait partie de l'armée de Charles de Rohan prince de Soubise et est l'un des corps les plus maltraités à
la bataille de Rossbach.

### Régiment de Waldner (1757-1781)

Régiment de Waldner
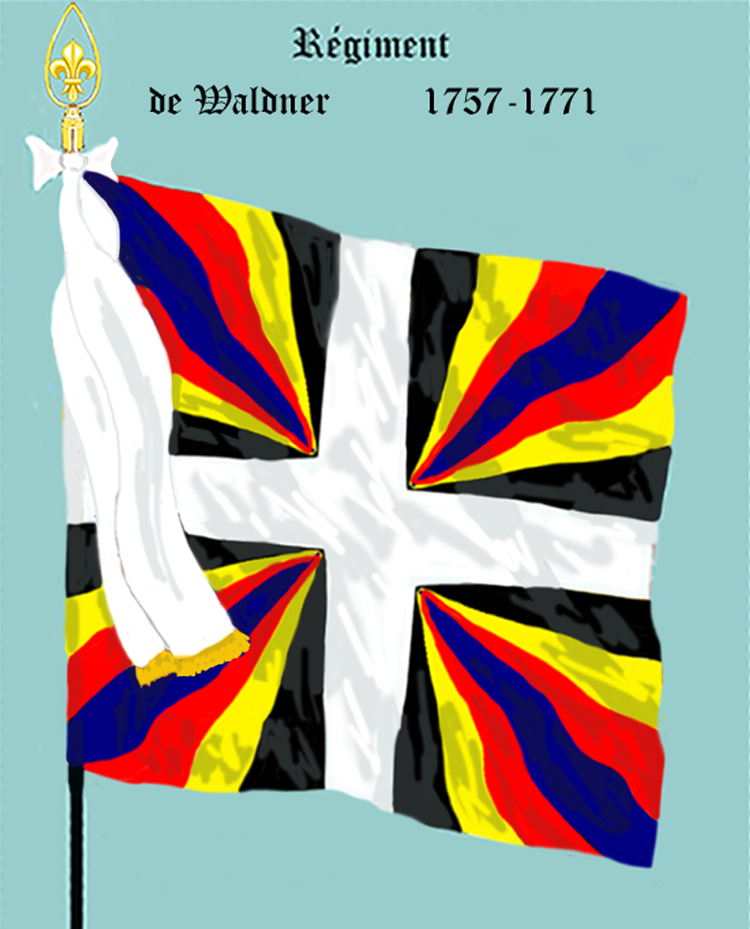
de 1757 à 1771
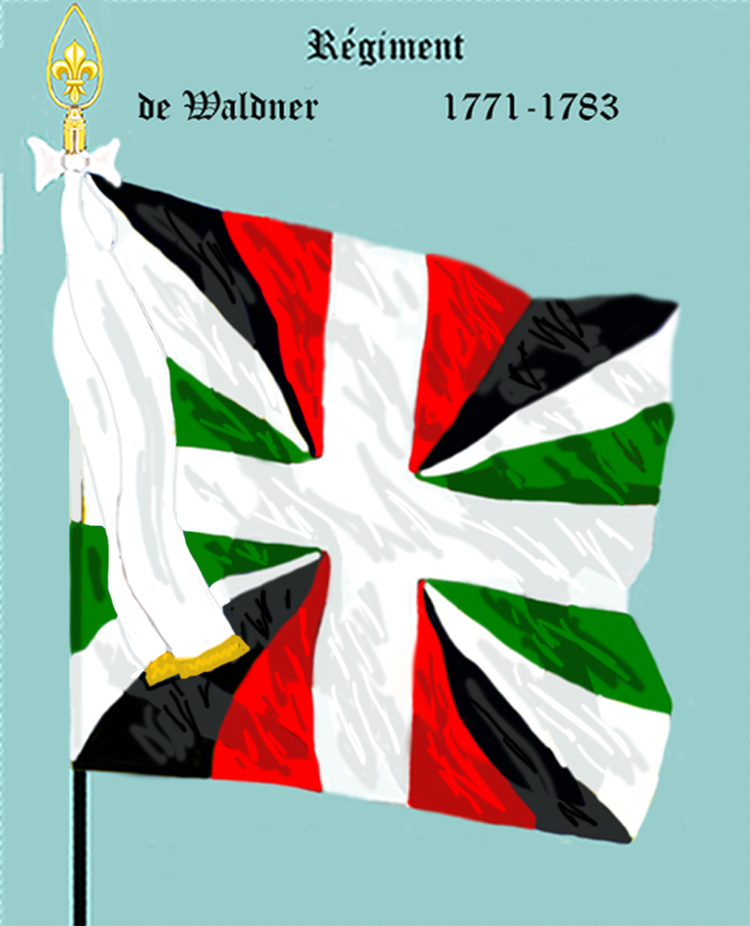
de 1771 à 1783
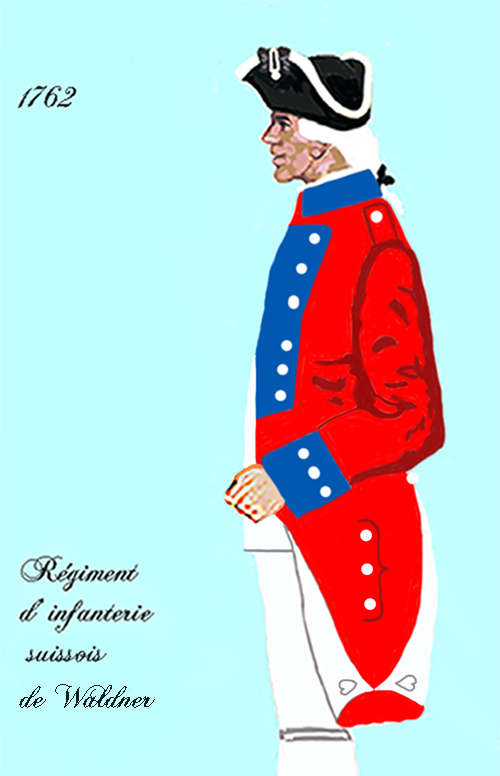
de 1762 à 1767
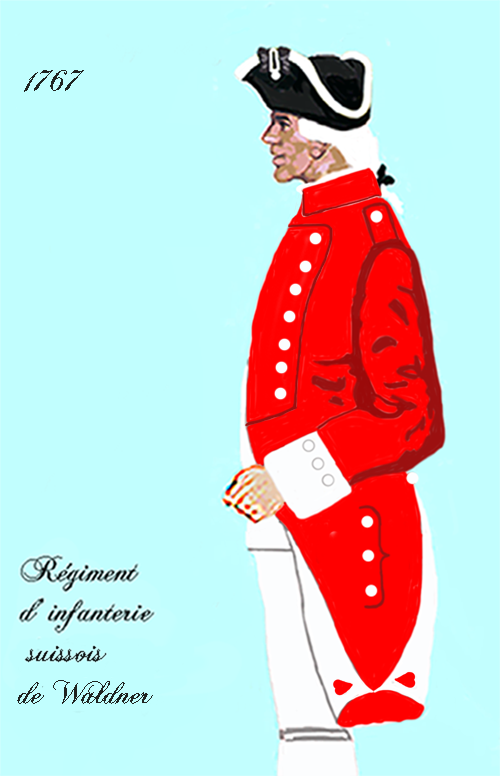
de 1767 à 1776
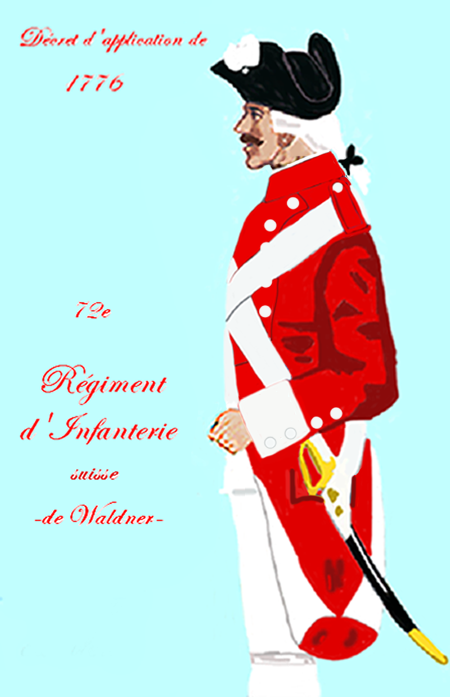
de 1776 à 1786

#### Guerre de Sept Ans
Le colonel Wittmer, qui venait de mourir le 3 octobre 1757, est remplacé par le comte de Waldner.
En 1758, le régiment contribue à la conquête de la Hesse et se couvre de gloire à la bataille de Sandershausen. Pendant que le régiment Royal-Bavière détruisait la cavalerie hessoise, les « régiments de Waldner » et de Diesbach, et les 2 compagnies de grenadiers de Royal-Deux-Ponts attaquèrent les bois qui couronnent l'escarpement de la Fulda. L'ennemi fit une résistance désespérée et parvint un moment à faire reculer les troupes de France, mais une seconde attaque de celles-ci le jete enfin hors de sa formidable position. Après cette victoire, le régiment est chargé de plusieurs expéditions sur Warburg et Cassel, et il rejoint l'armée du prince de Soubise, à la bataille de Lutzelberg.
En 1759, il fait partie du corps de réserve, commandé par Victor-François duc de Broglie, et se distingue, à la bataille de Bergen, où il soutient la première attaque dans les vignes du village.
Le régiment, qui s'était retiré à Dillenburg, y est attaqué, Le 7 janvier 1760, par le général Wagenheim, qui avait d'abord surpris et dispersé les troupes légères cantonnées aux environs. Abandonné à lui-même dans cette ville ouverte, le « régiment de Waldner » s'illustre par la plus vigoureuse résistance. Il se défend de rue en rue et ne se rend qu'après avoir épuisé toutes ses munitions et avoir fait un mal énorme à l'ennemi. Durant cette journée, et le comte de Waldner y est grièvement blessé. Quelques compagnies, échappées à la capitulation, continuèrent de servir en Allemagne et elles combattent à Corbach, où, avec le régiment de Navarre, elles enlèvent une batterie à l'ennemi.
Le 24 juin 1762, ces compagnies sont sérieusement engagées à Grebenstein; enfin, ce qui restait du régiment se trouve au combat d'Amenebourg et à la prise du château de ce nom.

#### Période de paix
A la paix, le régiment est mis en garnison à Schelestadt, où il se rétablit en peu de temps. Ilse rend au Fort-Louis en novembre 1764, à Sedan en août 1765, à Montmédy en novembre 1766 et au camp de Compiègne en juillet 1767. Il retourne ensuite à Montmédy, et rejoint Douai et Condé en octobre 1768, Arras en mai 1769, Landrecies en juin 1771, Huningue en septembre 1772, Neuf-Brisach en septembre 1774, Landau en octobre 1776, Landrecies et Avesnes en avril 1778, Rouen en juillet 1779 et Cherbourg au mois de septembre suivant. Il reste dans ce port jusqu'à la fin de la guerre d'Amérique.

### Régiment de Vigier (1781-1792)

Régiment de Vigier
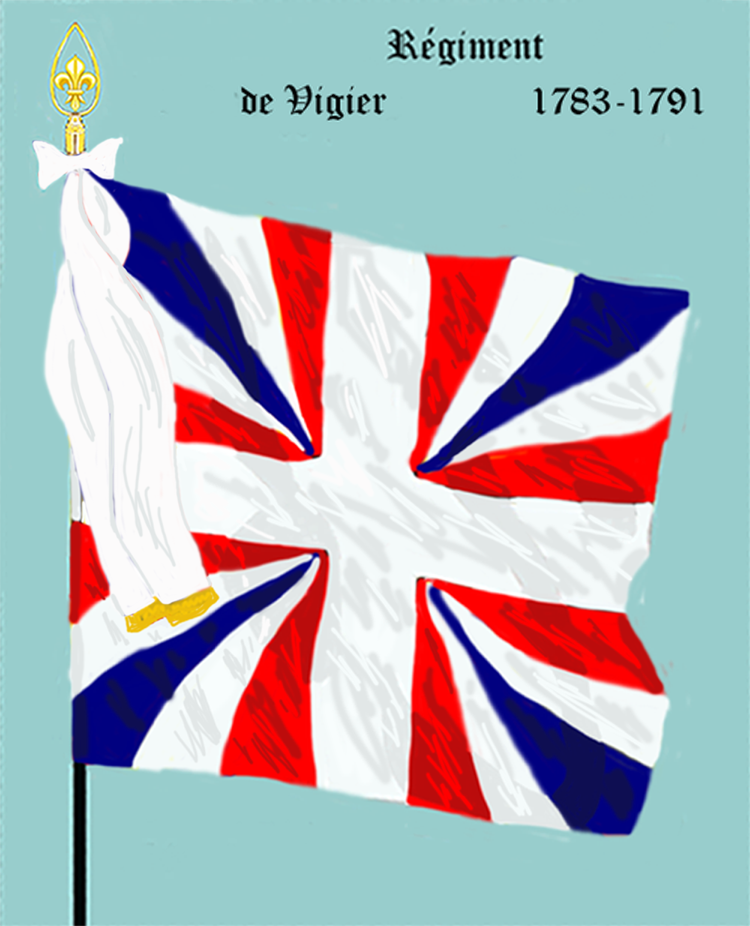
de 1783 à 1791
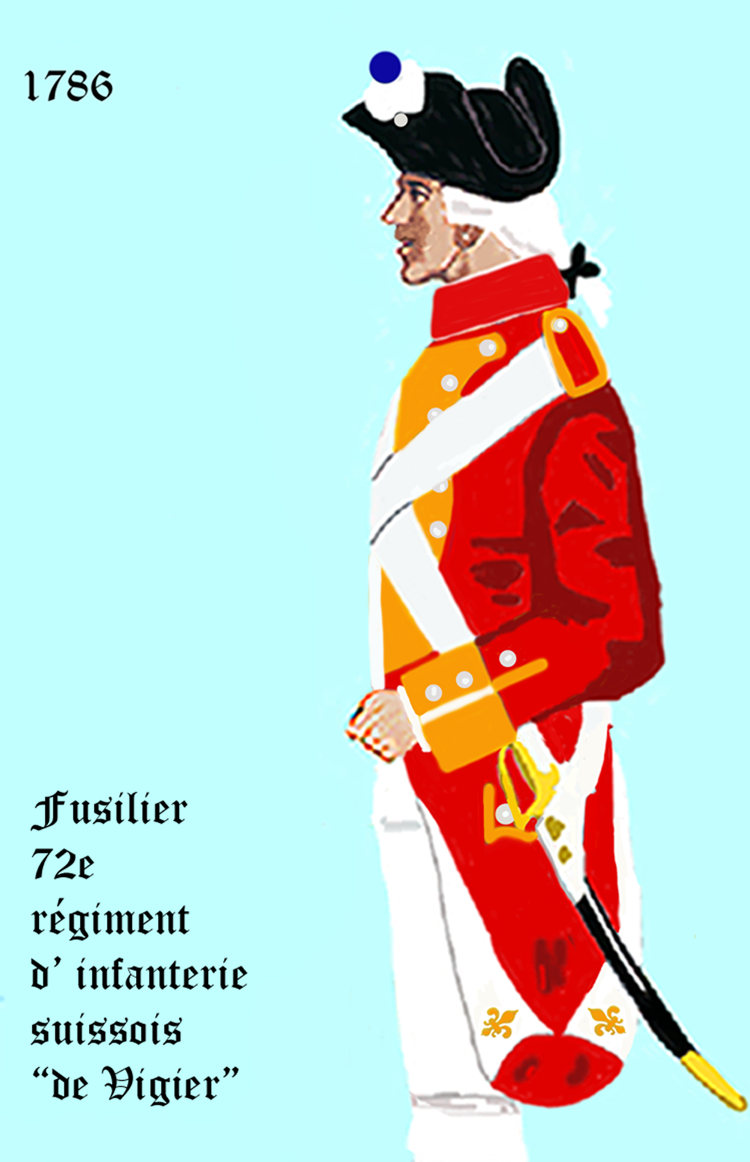
de 1786 à 1791
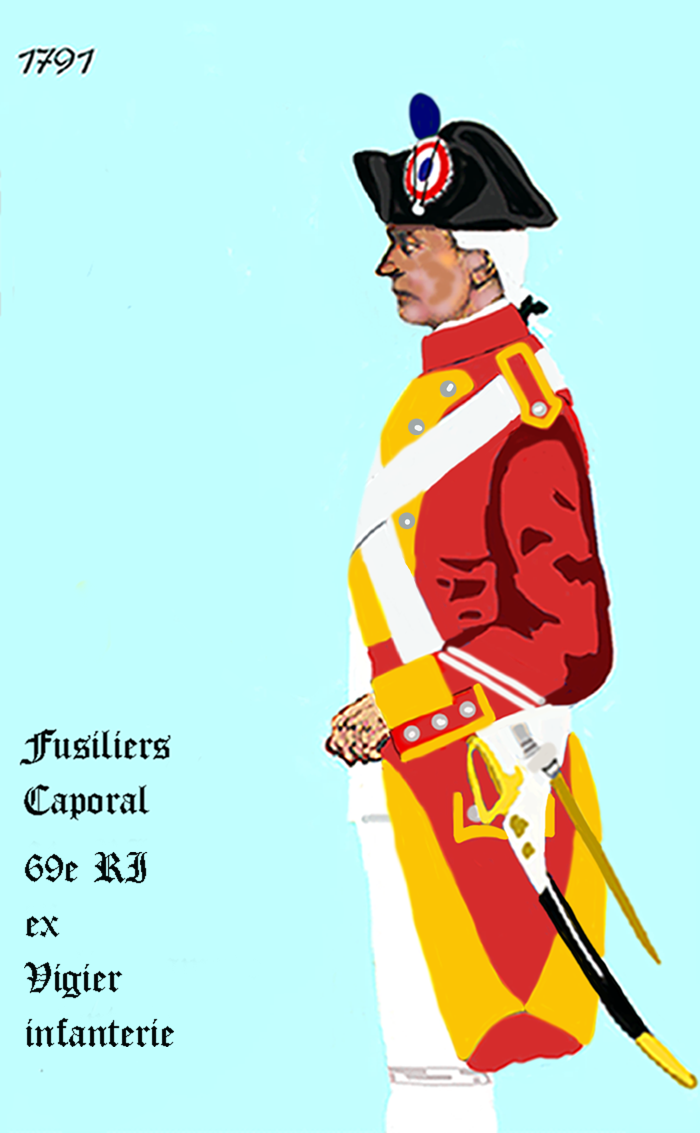
de 1791 à 1792

#### Période de paix
Le 11 mars 1781 il prend le nom de « régiment de Vigier », du nom de son nouveau colonel, François Robert Joseph Guillaume de Vigier de Steinburgg et ne prend part à aucune action de guerre avant 1790.
Le régiment est en garnison à Condé en mai 1783, à Avesnes en octobre 1785, à Charlemont et Philippeville en juin 1787 et à Toul en mai 1788.
Au mois de juillet 1788, les troubles de l'Irlande et la crainte d'une nouvelle guerre maritime le font envoyer à Nantes. Il n'y reste que peu de temps, et  est de retour à Toul le 12 novembre 1788.

#### Révolution française
Au mois de juillet 1789, le « régiment de Vigier » est appelé aux environs de Paris. Il arrive jusqu'à Brie-Comte-Robert, et, recevant ordres et contre ordres, il retourne à Toul, d'où il détache 400 hommes à Troyes, au mois de septembre, à cause de l'affaire des grains et de l'approvisionnement de Paris.
En août 1790, le « régiment de Vigier » fournit 400 hommes au marquis de Bouillé, chargé de réprimer la révolte de la garnison de Nancy.

### 69erégiment d'infanterie de ligne ci-devant Vigier

#### Révolution française
L'ordonnance du 1er janvier 1791 fait disparaître les diverses dénominations, et les corps d'infanterie ne sont désormais plus désignés que par le numéro du rang qu'ils occupaient entre eux. Ainsi, 101 régiments sont renommés. Les régiments sont toutefois largement désignés avec le terme ci-devant, comme 69e régiment d'infanterie ci-devant Vigier.
En 1791, le régiment est envoyé de Toul à Strasbourg. Son passage à Nancy, le 13 mars, faillit causer de nouveaux désordres. En voyant dans les rangs du régiment deux des quatre petites pièces de canon prises aux assiégés au combat du 31 août 1790 exaspéra la population de Nancy qui coure alors aux armes pour les reprendre et exterminer les soldats du « régiment de Vigier », quand l'intervention de la Garde nationale et des hussards de Chamborant remit du calme dans les têtes. Le régiment arriva sans autre incident à Strasbourg, où il est rejoint, le 7 mai, par le détachement qui était à Troyes.
En 1792, le « 69e régiment d'infanterie de ligne ci-devant Vigier » fait partie de l'armée du Rhin sans quitter Strasbourg, où il est licencié par suite des décrets des 20 août et 17 septembre. Plus de 600 hommes s'enrôlèrent dans les troupes françaises.

## Personnalités
- Christian Frédéric Dagobert de Waldner de Freundstein
- François Pierre Amey, alors sergent
- Christian Noël de Zimmerman

### Wolfgang Gréder
Fils de Wolfgang Gréder colonel en France et capitaine aux gardes suisses, Wolfgang Gréder est né à Soleure, canton de Soleure, le 18 décembre 1632. Il entre très jeune en qualité d'enseigne au régiment des Gardes suisses, il obtint en 1654 une demi compagnie vacante levée en 1639 par son père, et il la conserva jusqu'à sa réforme, le 16 juillet 1668. De retour en Suisse, il est établi bailli de Lugano en 1672. Le 5 décembre 1673 il est nommé colonel du régiment suisse de Gréder, au service du roi de France. Nommé brigadier le 3 septembre 1688, il est mortellement blessé à la bataille de Fleurus et ses infirmités l'obligent à céder son commandement à la fin de 1690. Il décéde à Soleure le 21 septembre 1691. Il eut pour successeurs deux de ses fils : Louis Gréder et Balthazar Gréder.

### Louis Gréder
Fils de Wolfgang Gréder, Louis Gréder, entre très jeune au service. Fait major du régiment de son père, il en devient colonel le 15 janvier 1691. Il reçoit deux blessures à la bataille de Neerwinden en 1693 et est nommé brigadier en 1696. Fait chevalier de Saint-Louis le 3 mars 1700 et décède à Paris au commencement de février 1703.

### Balthazard Gréder
Fils de Wolfgang Gréder et frère de Louis Gréder, Balthazard Gréder est cadet en août 1683, il est enseigne, le 5 juin 1687, lieutenant le 16 août 1687 il devient capitaine par commission le 22 novembre 1687, major le 1er janvier 1691, lieutenant-colonel le 8 décembre 1693. Il est devient colonel par commission le 18 décembre 1695 et obtient le commandement du régiment de Gréder à la mort de son frère Louis, le 28 janvier 1703. Brigadier le 10 janvier 1704, il est fait chevalier de Saint-Louis, le 14 mars 1704. Il s'est trouvé au bombardement de Coblence en 1688, au siège de Mons en 1691, à la bataille de Steinkerque en 1692, à la bataille de Neerwinden en 1693, durant laquelle il est à le bras droit cassé d'un coup de mousquet. Il décède à Paris le 14 décembre 1714.

### François d'Affry
Né à Fribourg, le baron François d'Affry entre au service en octobre 1683 et est nommé major du régiment suisse de Surbeck (1692-1714) en 1693. En janvier 1701 il est lieutenant-colonel du régiment de Brendlé puis il est nommé capitaine aux Gardes suisses en juin 1702, brigadier le 1er juin 1709, colonel du « régiment de Gréder » le 22 décembre 1714, maréchal de camp le 1er février 1719 et lieutenant général le 20 février 1734. En 1708, il est aide de camp du duc de Bourgogne, Louis de France, et s'était acquis une grande réputation dans plusieurs sièges et batailles. Fait chevalier de Saint-Louis le 1er janvier 1705, il est tué à la bataille de Guastalla le 19 septembre 1734 en combattant à la tête du régiment du Roi.

### Jean-Baptiste André Wittmer
Originaire des Grisons, le baron Jean-Baptiste André Wittmer entre au service en tant que Cadet le 18 mai 1695 et devient, par Commission, capitaine de la demi-compagnie de son père dans le régiment suisse de Gréder, le 11 février 1699. Fait chevalier de Saint-Louis le 13 septembre 1714, il obtient, toujours par commission le 10 février 1721, le grade de colonel d'infanterie et est nommé lieutenant-colonel du régiment d'Affry le 11 février 1729. Il obtient, par commission celui de colonel le 21 janvier 1734 et devient brigadier le 1er août 1734 et colonel commandant le régiment d'Affry le 3 octobre 1734. Maréchal de camps le 1er janvier 1740, il est contraint de cesser le service en raisons de ses infirmités.

### François Robert Joseph Guillaume de Vigier de Steinburgg
Originaire de Soleure, François Robert Joseph Guillaume de Vigier de Steinburgg est soldat cadet en 1743, il participe à la campagne d'Italie de 1743 et devient enseigne à drapeau de la compagnie de Haal, le 8 mars 1745, puis enseigne à pique le 9 avril 1747, 2e sous-lieutenant le 2 juin 1751, 1er sous-lieutenant le 12 avril 1753, 2e lieutenant aux gardes suisses le 7 décembre 1758, 1er lieutenant aux gardes suisses le 1er mars 1759, capitaine commandant de la demi-compagnie de Begenwald le 2 février 1760, capitaine de grenadiers le 1er juillet 1763, brigadier le 3 janvier 1770 et maréchal de camp le 1er mars 1780. Le 24 mai 1760, il est fait Chevalier de Saint-Louis. Le 30 mars 1783, il obtient, le commandement du régiment de Vigier laissé vacant par la mort du comte  de Waldner de Freundstein qu'il commande jusqu'au licenciement en 1792. Il meurt en 1794.